# Дубровка (Петровский сельсовет)
Дубровка — упразднённая деревня в Измалковском районе Липецкой области России. На момент упразднения входила в состав Петровского сельсовета. Исключена из учётных данных в 2001 г.

## География
Располагалась на правом берегу ручья Усерт (приток реки Ясенок), на расстоянии примерно (по прямой) в 4 км к юго-востоку от села Ясенок, центра сельского поселения.

### Климат
Климат характеризуются как умеренно континентальный, с умеренно холодной продолжительной зимой и тёплым летом. Средняя температура воздуха самого холодного месяца (января) — −11 — −9,9 °C; самого тёплого месяца (июля) — 19,5 — 20 °C. Вегетационный период длится в среднем 180 дней. Среднегодовое количество атмосферных осадков варьирует в пределах от 450 до 500 мм, из которых около 75 % выпадает в тёплый период в виде дождя.

## История
Село упразднено постановлением главы администрации Липецкой области от 09 июля 2001 года № 110.